# Anak
Anak (hangul: 안악군, Anak-kun, handzsa: 安岳郡, RR: Anak-kun, ’biztos település’) megye Észak-Koreában, Dél-Hvanghe (Hwanghae) tartományban. Az újkőkorszak (neolitikum) óta lakott terület. Mai nevét és a megyei rangját is a Korjo (Goryeo) időszakban nyerte el.

## Földrajza
Északról Uncshon (Ŭnch'ŏn), keletről Cserjong (Chaeryŏng), délről Sincshon (Sinch'ŏn), nyugatról Ulljul (Ŭnryul) és Szamcshon (Samch'ŏn), északkeletről a Cserjong (Chaeryŏng), és annak túlpartján az Észak-Hvanghe (Hwanghae) tartománybeli Szarivon (Sariwŏn) határolja.
Legmagasabb pontja a 954 méter magas Kuvolszan (구월산; 九月山, Kuwŏlsan).

## Közigazgatása
1 községből (up (ŭp)), 26 faluból (ri (ri)) áll:
| - Anak-up (안악읍; 安岳邑, Anak-ŭp) - Kangszan-ri (강산리; 江山里, Kangsan-ri) - Kjongdzsi-ri (경지리; 境地里, Kyŏngji-ri) - Kuva-ri (구와리; 龜臥里, Kuwa-ri) - Kulszan-ri (굴산리; 屈山里, Kulsan-ri) - Kumgang-ri (금강리; 金岡里, Kŭmgang-ri) - Namdzsong-ri (남정리; 南井里, Namjŏng-ri) - Tecshu-ri (대추리; 大楸里, Taech'u-ri) - Tokszong-ri (덕성리; 德成里, Tŏksŏng-ri) - Roam-ri (로암리; 路岩里, Roam-ri) - Rjongszan-ri (룡산리; 龍山里, Ryongsan-ri) - Mamjong-ri (마명리; 馬鳴里, Mamyŏng-ri) - Poksza-ri (복사리; 伏獅里, Poksa-ri) - Pongszong-ri (봉성리; 鳳城里, Pongsŏng-ri) | - Sincshon-ri (신촌리; 新村里, Sinch'on-ri) - Omgot-ri (엄곶리; 嚴串里, Ŏmgot-ri) - Jondung-ri (연등리; 燃燈里, Yŏndŭng-ri) - Oguk-ri (오국리; 五局里, Oguk-ri) - Vonrjong-ri (원룡리; 元龍里, Wŏnryong-ri) - Volszan-ri (월산리; 月山里, Wŏlsan-ri) - Voldzsong-ri (월정리; 月精里, Wŏljŏng-ri) - Voldzsi-ri (월지리; 月池里, Wŏlji-ri) - Juszong-ri (유성리; 楡城里, Yusŏng-ri) - Phalljuk-ri (판륙리; 板六里, P'allyuk-ri) - Phejop-ri (패엽리; 貝葉里, P'aeyŏp-ri) - Phjongdzsong-ri (평정리; 坪井里, P'yŏngjŏng-ri) - Hanvol-ri (한월리; 漢月里, Hanwŏl-ri) |

## Gazdaság
Anak (Anak) megye gazdasága mezőgazdaságra, főleg rizs- és kukoricatermesztésre épül.

## Oktatás
Anak (Anak) megye egy mezőgazdasági főiskolának, 29 általános és 31 középiskolának ad otthont.

## Egészségügy
A megye számos egészségügyi intézménnyel rendelkezik, köztük 1 megyei és kb. 20 helyi kórházzal.

## Közlekedés
A megye közutakon a szomszédos helységek felől közelíthető meg. A megye vasúti kapcsolatokkal nem rendelkezik.